# Hodogaya-ku
Hodogaya-ku (保土ヶ谷区?) è uno dei 18 quartieri della città di Yokohama, in Giappone.